# نور (إسلام)

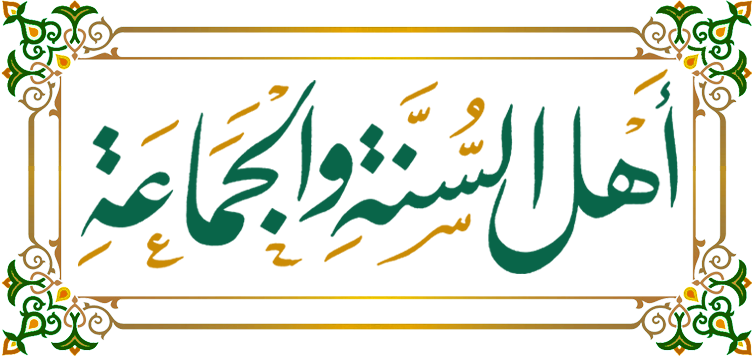

النور ذكر في القرآن 49 مرة بدلالات مجازية كـ «نور الله» (النور 35) أو إلى كإشارة للهداية (النور 35) أو عن وللكتاب (المائدة 15) وكحالة راحة في الصدر (الزمر 22) وكذلك كدلالة على النور كحالة فيزيائية مثل ضؤ القمر. اعتبر العديد من المفسرين أن استعمال النور في القرآن ينبغي أن يؤخذ مجازًا، كما هو بمعنى أن الله ينير العالم بفهم، وليس حرفيًا. صنف العالم الأندلسي أبو بكر بن العربي النور إلى مستويات مختلفة في الفهم من الأكثر عمقًا إلى الأكثر دنيوية.

## في القرآن
ذكرت كلمة النور، أو مشتقاتها، تسعة وأربعون مرة في القرآن. واستعمل في الإشارة إلى الله، والنبي محمد، والقرآن، والكتاب، والتوراة، والقمر والمؤمون من الرجال والنساء. وغالبا ما أقترنت كلمة النور مع الظلمات في التعابير الواصفة للحركة والانتقال من الظلمات إلى النور، ومن الجهل إلى الإيمان.  كما تُستخدم كلمة النور أيضًا في ثمانية معاني مرجعية أساسية: 
1. دين الإسلام
2. الإيمان
3. وصايا الله والقوانين الأخلاقية في التوراة والإنجيل
4. نور النهار
5. النور الهادي الذي سيهبه الله للمؤمنين يوم القيامة
6. وصايا وأوامر القرآن
7. العدالة
8. ضوء القمر

تسمى السورة 24 من القرآن الكريم بسورة النور، وتعتبر الصوفية أن آية النور 35 لها معان باطنية وهي كالآتي: " اللَّهُ نُورُ السَّمَاوَاتِ وَالأَرْضِ مَثَلُ نُورِهِ كَمِشْكَاةٍ فِيهَا مِصْبَاحٌ الْمِصْبَاحُ فِي زُجَاجَةٍ الزُّجَاجَةُ كَأَنَّهَا كَوْكَبٌ دُرِّيٌّ يُوقَدُ مِن شَجَرَةٍ مُّبَارَكَةٍ زَيْتُونَةٍ لّا شَرْقِيَّةٍ وَلا غَرْبِيَّةٍ يَكَادُ زَيْتُهَا يُضِيءُ وَلَوْ لَمْ تَمْسَسْهُ نَارٌ نُّورٌ عَلَى نُورٍ يَهْدِي اللَّهُ لِنُورِهِ مَن يَشَاء وَيَضْرِبُ اللَّهُ الأَمْثَالَ لِلنَّاسِ وَاللَّهُ بِكُلِّ شَيْءٍ عَلِيمٌ" إن عبارة" نور على نور في هذه السورة غالبا ما تستخدم بين المسلمين للدلالة على الجمال اللانهائي والتوجيه وضوء الله.

## التفسير التقليدي
اعتبر معظم المفسرين التقليديين بخلاف الصوفيين أن عبارة "الله هو نور السماوات والأرض" هي استعارة وأنه لا ينبغي مساواة الله حرفيًا مع ظاهرة الضوء الطبيعية. يقول الطبري (839-923) في كتابهِ " جامع البيان" إن أفضل تفسير هو استبدال كلمة «النور» بـ"المرشد"، لتفسر بأن "الله هو دليل السماوات والأرض". وهنالك تفسيرات أخرى تجعل الله مصدر الإضاءة بدلاً من الضوء نفسه، حيث أن "الله يضيء السماوات والأرض. وقال الزمخشري (ق. 1074 –1144) أن عبارة "الله هو النور" تشبه القول "زيد كريم وجواد". هذا لا يعني أن زيد يتصف بخواص الكرم والجود، لكن لديه من هذهِ الخصائص. وقد رفض الزمخشري إمكانية الصفات المنفصلة عن الله، مثل القوة أو المعرفة أو النور، وذلك لأنها تتعارض مع وحدة الله. وفسر "الله نور السماوات والأرض" الغزالي (ق. 1058–1111م)، بأنه يمكن أن يكون "للنور" ثلاثة معانٍ مختلفة:
المعنى الأول هو الاستخدام العادي، أي «تعبير عن ما يمكن رؤيته في حد ذاته والذي يمكن من خلالهِ رؤية أشياء أخرى، مثل الشمس». والمعنى الثاني كما ورد في اللغة العربية، بأن كلمة «النور» قد تشير إلى العين، والتي يحدث من خلالها التصور، وقد يكون هذا تفسيرًا أكثر ملاءمة. كما يمكن أن تشير إلى «عين» العقل أي العضو الأكثر إدراكًا للمثالية، ويمكن استخدام «النور» للإشارة إلى هذا العضو. في هذا المعنى، قد يشير «النور» إلى محمد وإلى حد أقل إلى الأنبياء وعلماء الدين الآخرين. والثالثة هي أن «النور» يشير إلى النور الأول والنور الحقيقي لأنه النور الوحيد الذي لا يأخذ لمعانهِ من مصدر آخر. ويكون «الله نور» هو النور الواحد الأوحد، النور الشامل، وهو مخفي عن البشر لأنه نور نقي، رغم أنه موجود في كل مكان. بينما استخدام المصطلح لأي غرض آخر هو استعارة لفظية.
يذكر في مقطع آخر من القرآن: «وَأَشْرَقَتِ الْأَرْضُ بِنُورِ رَبِّهَا وَوُضِعَ الْكِتَابُ وَجِيءَ بِالنَّبِيِّينَ وَالشُّهَدَاءِ وَقُضِيَ بَيْنَهُم بِالْحَقِّ وَهُمْ لَا يُظْلَمُونَ» (سورة الزمر 69). إن معظم المفسرون يأخذون هذا السورة حرفيا. المفسرين من المدرسة العقلانية كالمعتزلة وهي مدرسة فقهية من القرون الثامنة وحتى العاشرة الميلادية، يعتقدون أن تفسير كلمة نور في هذا المقطع بمعنى «الحقيقة، والقرآن والدليل» وليس المعنى الشائع لـ«النور». بينما يعتبر المفسرون من الشيعة أنها تعني أن «أرض الروح سوف تلمع بنور العدالة والحقيقة الإلهية في زمن الإمام المهدي». ويفسر الصوفية هذه الآية على أنها تعني «العدالة»، أو إنها تعني أن «الله سيخلق نورًا خاصًا للتألق على الأرض».

## في الإيمان الشيعي
يؤمن أتباع الإسلام الشيعي أن التوجيه الإلهي سيستمر في الوصول إلى الجنس البشري من خلال الأئمة من ذرية محمد. لدى الأئمة وظيفة نقل الفهم الباطني الداخلي للبشرية. إذ أنهم «ورثة علم الله في المعرفة الروحية وحملة نوره والحجة عليه في الأرض.» 
وفقًا للإمام الشيعي الخامس، محمد الباقر، فإن الأئمة هم المهتدون المذكورون في القرآن، وهم نور الله. عندما طلب منه تفسير الآية القرآنية Q44: 8 التي تقول: «فَآمِنُوا بِاللَّهِ وَرَسُولِهِ وَالنُّورِ الَّذِي أَنزَلْنَا ۚ وَاللَّهُ بِمَا تَعْمَلُونَ خَبِيرٌ» (التغابن 8) أجاب أن الأئمة من عائلة النبي كانوا في الواقع نور الله في السماء وعلى الأرض. هذا النور الروحي، الذي ينتقل من جيل إلى آخر، يرمز إلى المعرفة الأبدية التي نقلها محمد إلى علي وذريته. 
يبدو أن هناك مفهومين للنور عند الشيعة. الأول نور رسولي ينتقل من محمد عبر نسبه في الحياة، ونور إلهي يورث عند وفاة. فعند الإمام لديه نور محمد عند الولادة، لكنه يبقى صامتا حتى يتلقى النور الإلهي. إن نور محمد هو رمز الخلافة والمادة التي تربط آدم بمحمد ومحمد بالأئمة. إن الله هو رمز النبوة التي يشاركها الأئمة مع الأنبياء وجميع البشر الذين اختارهم الله. 

## التفسير الصوفي
حسب اعتقاد الصوفية، فإن النور هو أول خلق الله، وكل الأشياء والكائنات الأخرى خلقت تدريجياً منهُ. ولقد أوضح أبو بكر بن العربي (1076-1148) المفهوم القائل بأن محمد كان موجودًا قبل الخلق. وهذا هو مذهب النور المحمدي. كان النور موجودًا قبل الخلق، وخلق كل شيءٍ منهُ. حيث أن العالم تعبير عن النور الذي تجسد في آدم والأنبياء والأقطاب.  كتب ابن العربي: «بدأ الخلق بنور محمد. لقد أحضر الرب النور من قلبه». الشاعر الصوفي فريد الدين العطار (ق. 1145–1221) كتب، «أصل الروح هو النور المطلق، لا شيء آخر. هذا يعني أنه كان نور محمد، لا شيء آخر.» 
كان مفهوم النور المحمدي مثيرًا للجدل، ورفض العالمين الغزالي وابن تيمية فكرة أن محمد كان موجودًا من قبل الخلق. بدلاً من ذلك، فسروا الخلق البدائي لمحمد على أنه يعني فقط أنهُ أمر مقدر. واستخدم الصوفية لاحقًا المصطلح الأقل إثارة للجدل "الحكاية المحمدية، لا سيما في مناقشة آية النور.
يمثل النور حسب تعريف الصوفية ما نعرفه عن أنفسنا الداخلية، والظلام ما لا نعرفه.  ميز ابن عربي ثلاثة أنواع من النور: نور الأنوار، الذي يكشف عن الحقيقة المطلقة في أكثر جوانبها تفوقًا، نور المعاني (نور الفكر) ونور الطبيعة  وكتب الفيلسوف أبو الفتوح يحيى السهروردي (1155-111)، أن «جوهر الله هو النور الإبداعي الأصلي للوجود المنير دائمًا. إنه يتجلى باستمرار في الكون وينشطه. إن نور الله الأساسي يشع الكون بأسره في جمال وفير. والاكتمال. أن تكون مضاءة بهذه العملية لا يعني سوى الخلاص».
كتب محمد بن مصطفى الخادمي (ق. 1702–1763) وقال أن «حماية القلب الروحي من الأفكار الدنيوية يمكن تحقيقها من خلال الاستفادة من القلب الروحي أي تلقي»الفيض«(النور) من القلب الروحي للسيد الصوفي المثالي. تدفق الإنارة الروحية (الفيض) من قلب روحي إلى آخر عن طريق الحب. موت المرشد الروحي المثالي أو وجوده في بلد بعيد لا يوقف تدفق الفيض الروحي».  حسب رأي عنايات خان (1882-1927) أن الروح مثل أشعة الشمس، والملائكة الذين ليس لديهم أجسام مادية مخلوقة من نور يأتي من الشمس الإلهية، من روح الله، وجميع النفوس مخلوقة من نور، أو تحتوي على بعض النفوس. جزء من هذا الجوهر، والذي هو جوهر المظهر بأكمله. 

## بنغال القرون الوسطى
ذكر هانز هاردر أن في علم الكونيات البنغالية في العصور الوسطى الصوفي قد جسد فكرة نور محمد. فقيل أنه "في الواقع، خلقت الأرض، التي أنشأها الله، إلى الوجود من قطرات العرق التي تقطرت من أجزاء مختلفة من جسده.  يقول إن المفهوم شائع في كتابات مايجبهانداري، وغالبًا ما يستخدم لوصف الأولياء أو صفاتهم الحسية.  كتب غولان مرشد مقالًا حول النور ومحمد.  في كتابهِ "الإسلام برابندا سامبهار" قائلا أن "نور محمد" هو القوة المحركة وراء كل الخلق، ويجب ألا ينظر إليهِ على أنه منفصل عن محمد. 
كتبت لطف النسى حسيني أطروحة بعنوان «توحيد»، ناقشت في جزء منها إنشاء العالم من الوقت الذي ظهر فيه النور المحمدي حتى الوقت الذي ولد فيه محمد. كتبت أن نور محمد قسم إلى أربعة أجزاء. من الأجزاء الثلاثة الأوائل ظهر القلم، وكتاب المصائر والعرش. وقسم الجزء الرابع إلى أربعة أقسام. من الثلاثة الأولى ظهرت الملائكة التي عقدت العرش، ومقعد العرش، وجميع الملائكة الآخرين.  أما الجزء الأخير فقد توزع إلى السماء، والأرض، والجحيم، وإلى الجزء الذي بعد ذلك أعطى الضوء من عيون المؤمنين، وعلى ضوء قلوبهم، ضوء التوحيد وكلمته. 

## تركيا الحديثة
أسس سعيد نورسي حركة النور في تركيا، مشددًا على الصبر والانسحاب الروحي بعد أن سحق برنامج العلمنة في الثلاثينيات والأربعينيات الثورة  يعتبر أتباع حركة النور والفرق الصوفية عمومًا أنه سيتم تمكين التغيير المجتمعي إذا تم خلاص الأفراد. يجب السيطرة على المشاعر السلبية مثل الغضب والعار من خلال التعبئة الداخلية.  تطورت حركة سعيد نوركو القائمة على النصوص من أوامر الصوفية. وفقًا لزعيم نوركو محمد كيركينشي، «غرست شمس الإسلام في عام 1925 وتزوجت في عام 1950 مع كتابات سعيد، التي تنور ظلام الكمالية بنورها.»